# Naučná stezka Mnichovské hadce
Naučná stezka Mnichovské hadce je pojmenování naučné stezky ve Slavkovském lese, v centrální části CHKO Slavkovský les. Naučná stezka nabízí turistům prohlídku jedinečných přírodních krás Slavkovského lesa, seznamuje je s největším hadcovým komplexem v Čechách a zároveň s jednou z nejpozoruhodnějších lokalit chráněné krajinné oblasti Slavkovský les. Je vedena v nejjižnějším cípu okresu Sokolov v Karlovarském kraji na hranici okresů Sokolov a Cheb, nedaleko obcí Prameny (okres Cheb), Nová Ves, Louka a Mnichov, v katastrálním území Nová Ves u Sokolova a Louka u Mariánských Lázní. Území mezi Prameny a Mnichovem je z přírodovědného hlediska jednou z nejzajímavějších oblastí v CHKO Slavkovský les. Naučná stezka, která byla vybudována základní organizací Českého svazu ochránců přírody Kladská, byla otevřena 28. září 2008. Projekt stezky z větší části financovala společnost RWE Transgas Net v rámci svého programu Blíž přírodě.

## Popis
Stezka s poměrně malým převýšením má délku 12 km a vede převážně po zpevněných lesních cestách a silnicích. Trasa stezky není koncipována jako klasická naučná stezka vedená pouze v terénu. I když se jedná o naučnou stezku určenou pro pěší turistiku, nenáročný terén s poměrně mírným převýšením (nejvýše položené je zastavení č. 2 – 800 m n. m., nejníže položené je zastavení č.  6 – 670 m n. m.) je tak vhodná i pro cyklisty (lesní pěšiny a cesty nebo minimálně frekventované silnice III. tříd). Větší provoz je jen v úseku, který vede po silnici č. 210 Prameny – Mnichov. I zde však projede většinou jen pár aut za hodinu. Naučná stezka není v terénu nijak značená, její část vede po zelené turistické trase Prameny – Bečov n. Teplou. Na každém informačním panelu stezky je však mapka s vyznačením umístění jednotlivých zastavení. Do blízkosti většiny zastavení je možné dostat se autem po silnici. Jednotlivé části stezky se dají projít nezávisle na sobě. Na její trase je 9 zastavení (u každého zastavení je informativní tabule).

## Zastavení
1. Úpolínová louka (NPP chrání druhově bohatou mokřadní louku s řadou chráněných rostlin. Vstup po cca 100 m dlouhém dřevěném chodníku s odpočívadlem na konci)
2. Křížky (NPP Křížky chrání vzácná rostlinná a společenstva na hadcových skalkách).
3. Dlouhá stoka (Kulturní a technická památka pro účely dobývání a zpracování cínové rudy v důlním revíru Horní Slavkov a Krásno). Jedinečný doklad o dovednostech našich předků.
4. Hadec (Informace o tom, co je vlastně hadec; exkurze do geologického vývoje serpentinitu-hadce, který dal vzniknout unikátnímu, přírodně a geologicky významnému území)
5. Brusírny hadce (Jak horninu připomínající hadí kůži využívali předkové, zejména kameníci. Historie zpracování a využití hadce k dekorativním účelům, historie zdejších brusíren hadce)
6. Pluhův bor (NPR chrání ve Slavkovském lese nejrozsáhlejší přirozený hadcový bor s řadou drobných hadcových výchozů)
7. Grünská kyselka (Seznamuje návštěvníky s historií stáčení kyselek v okolí Nové Vsi)
8. Dominova skalka (Hadcový výchoz se zbytkem vřesovišť, přírodní památka pojmenovaná po českém botaniku Karlu Dominovi)
9. Novoveská kyselka (zastávka u bývalé stáčírny minerálních vod)

Poblíž pramene Grünské kyselky se nacházel zajatecký tábor z druhé světové války se hřbitovem. Francouzští zajatci zde pracovali při stáčení minerální vody do lahví.

## Galerie

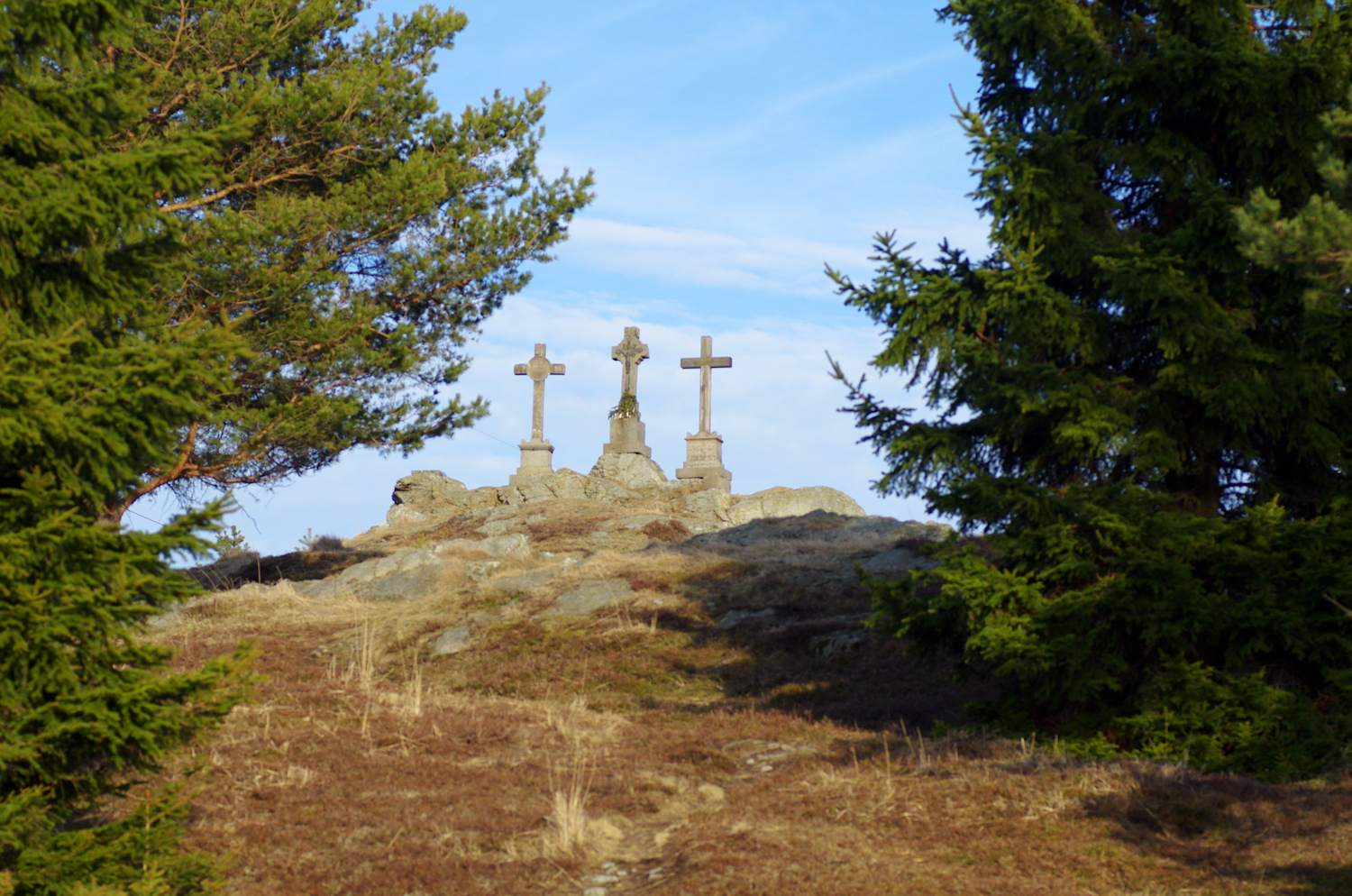
Zastavení č. 2: Křížky
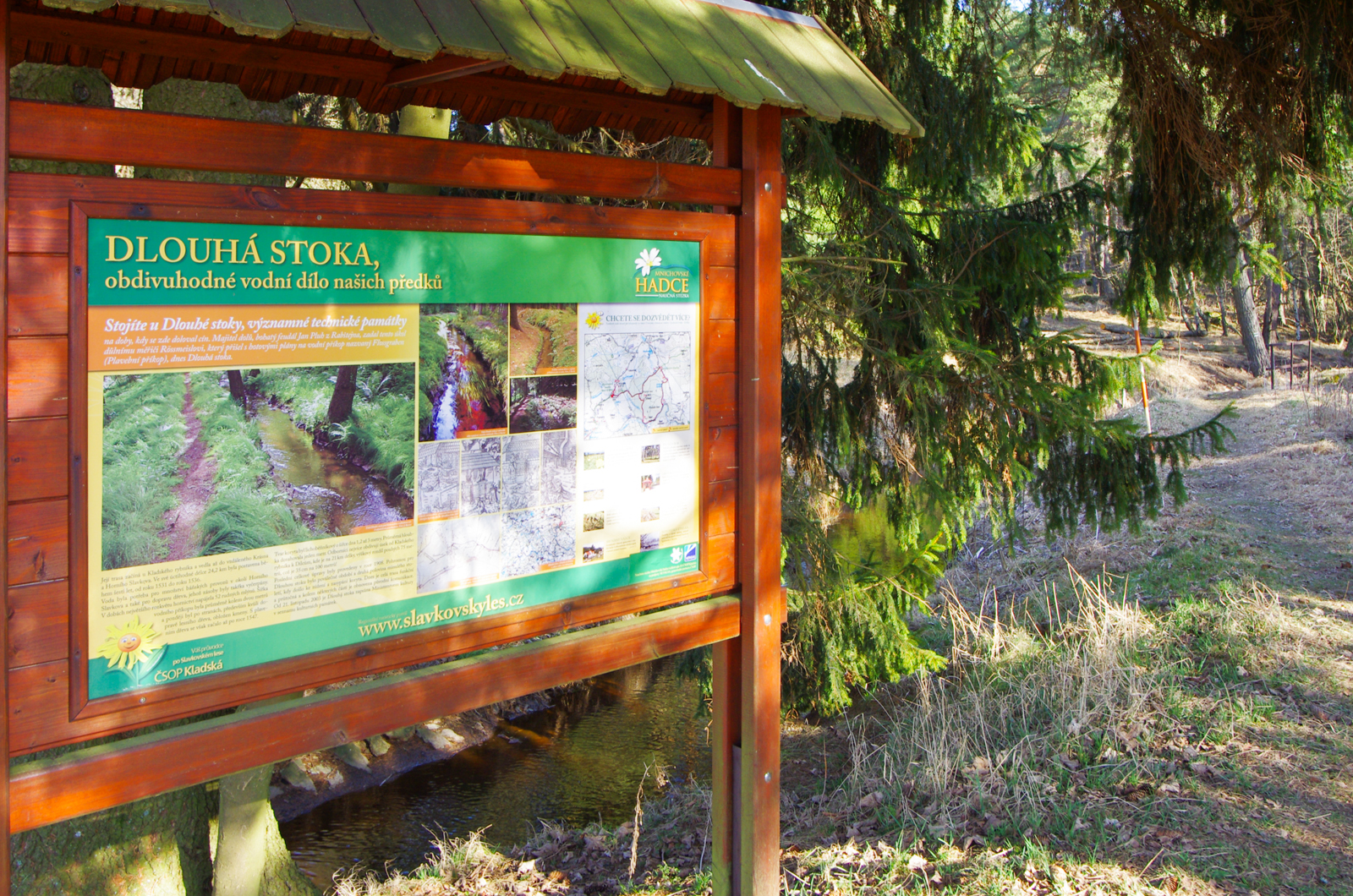
Zastavení č. 3: Dlouhá stoka
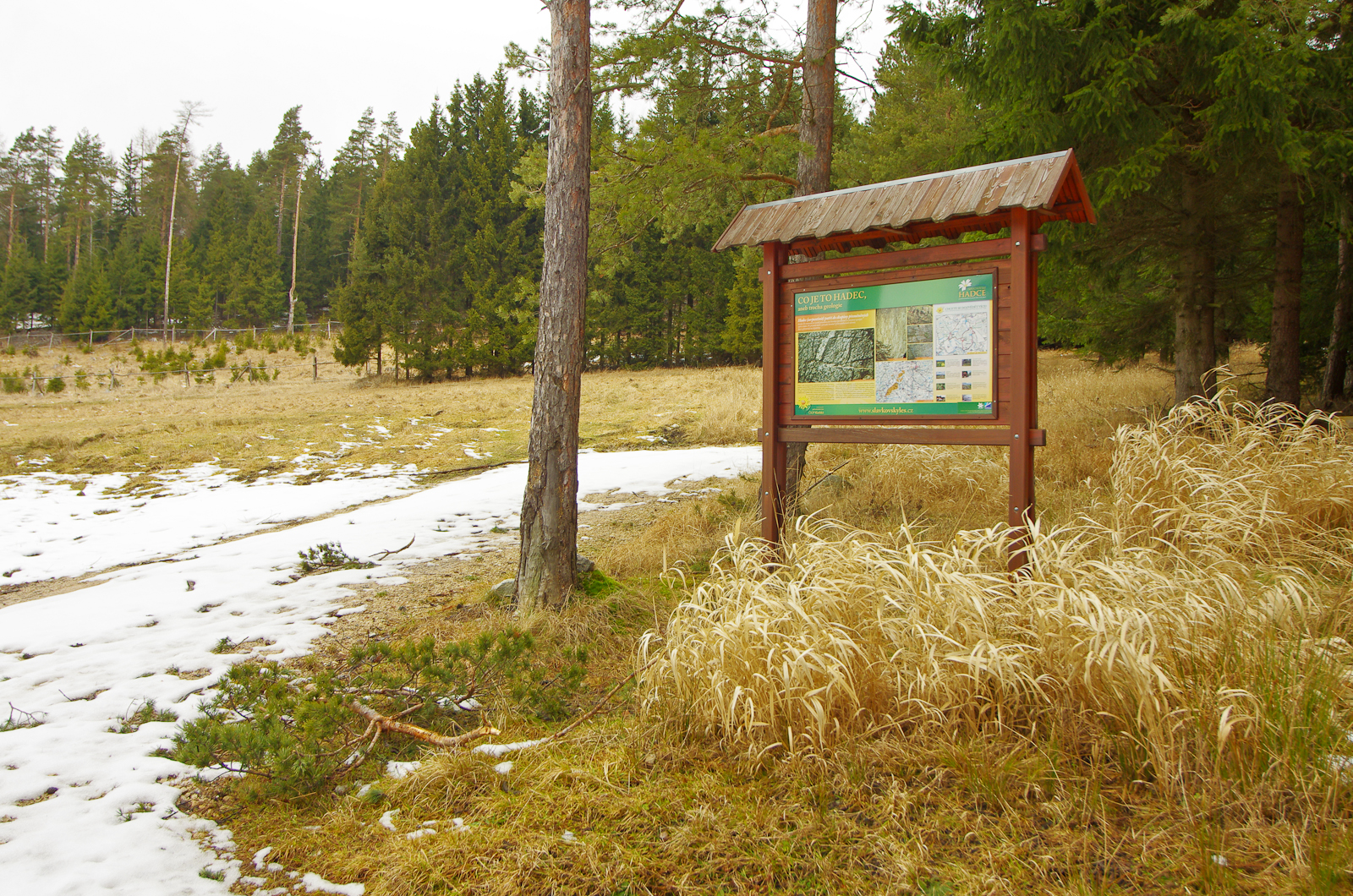
Zastavení č. 4: Co je to hadec
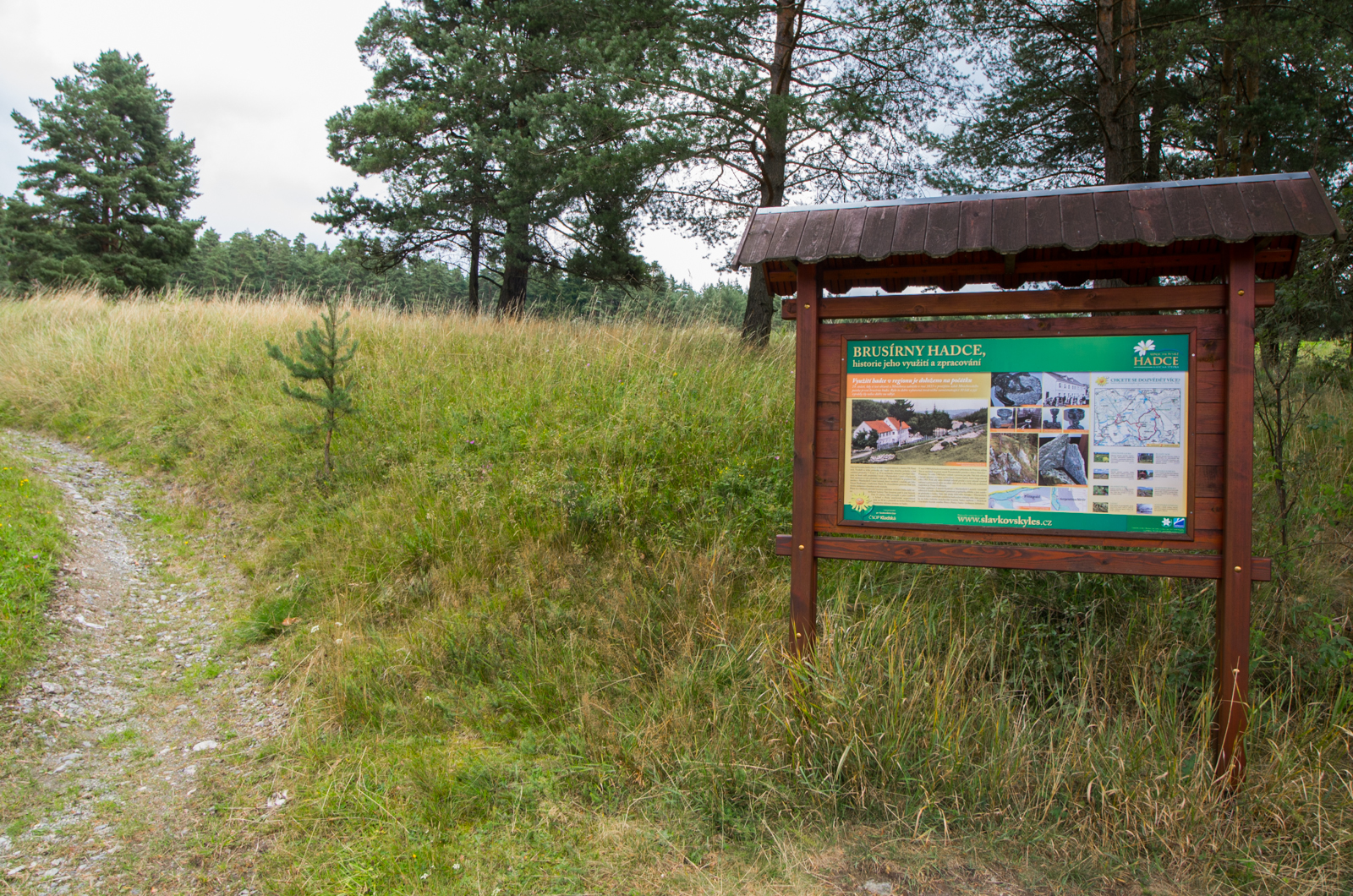
Zastavení č. 5: Brusírny hadce
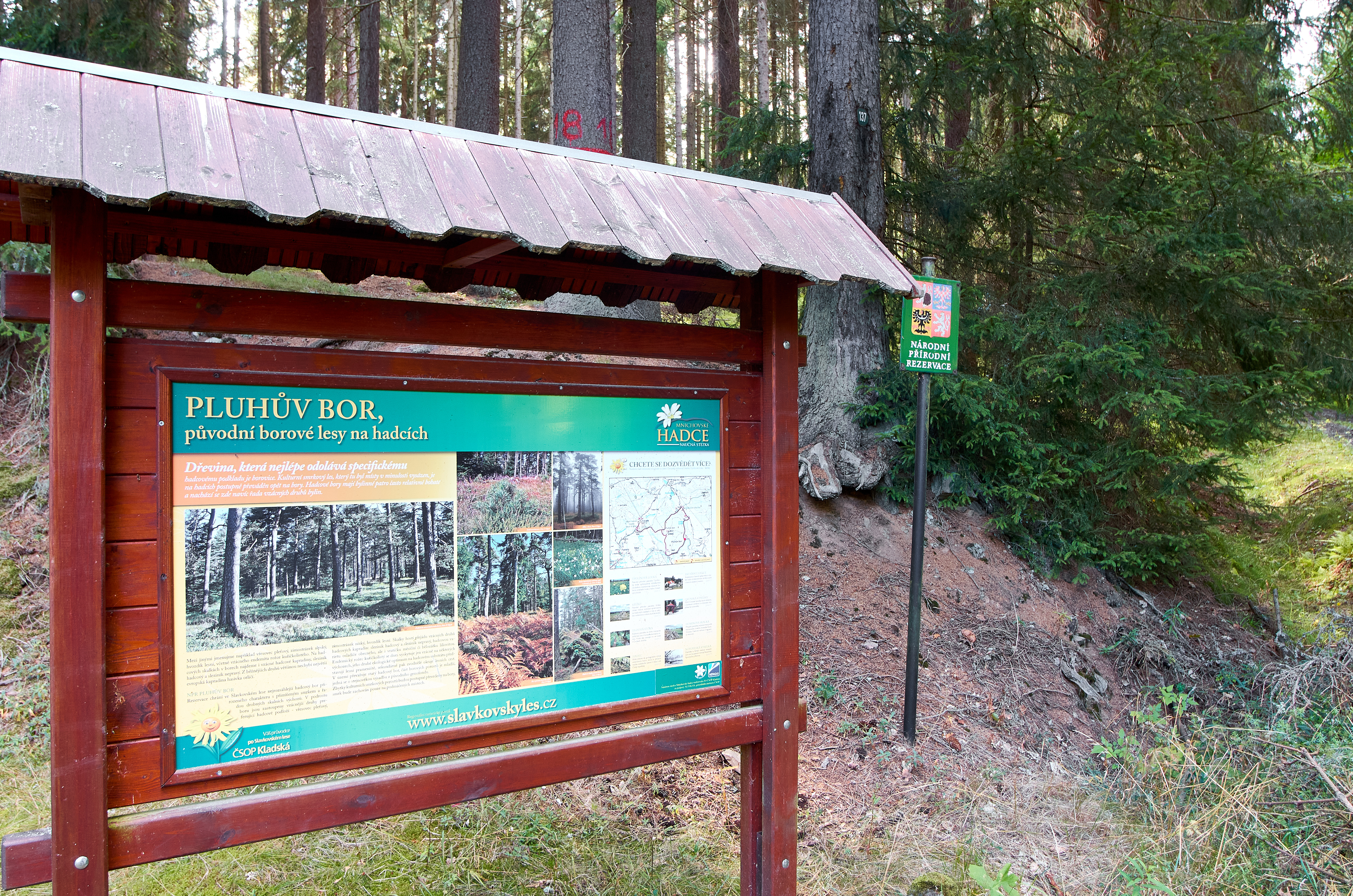
Zastavení č. 6: Pluhův bor
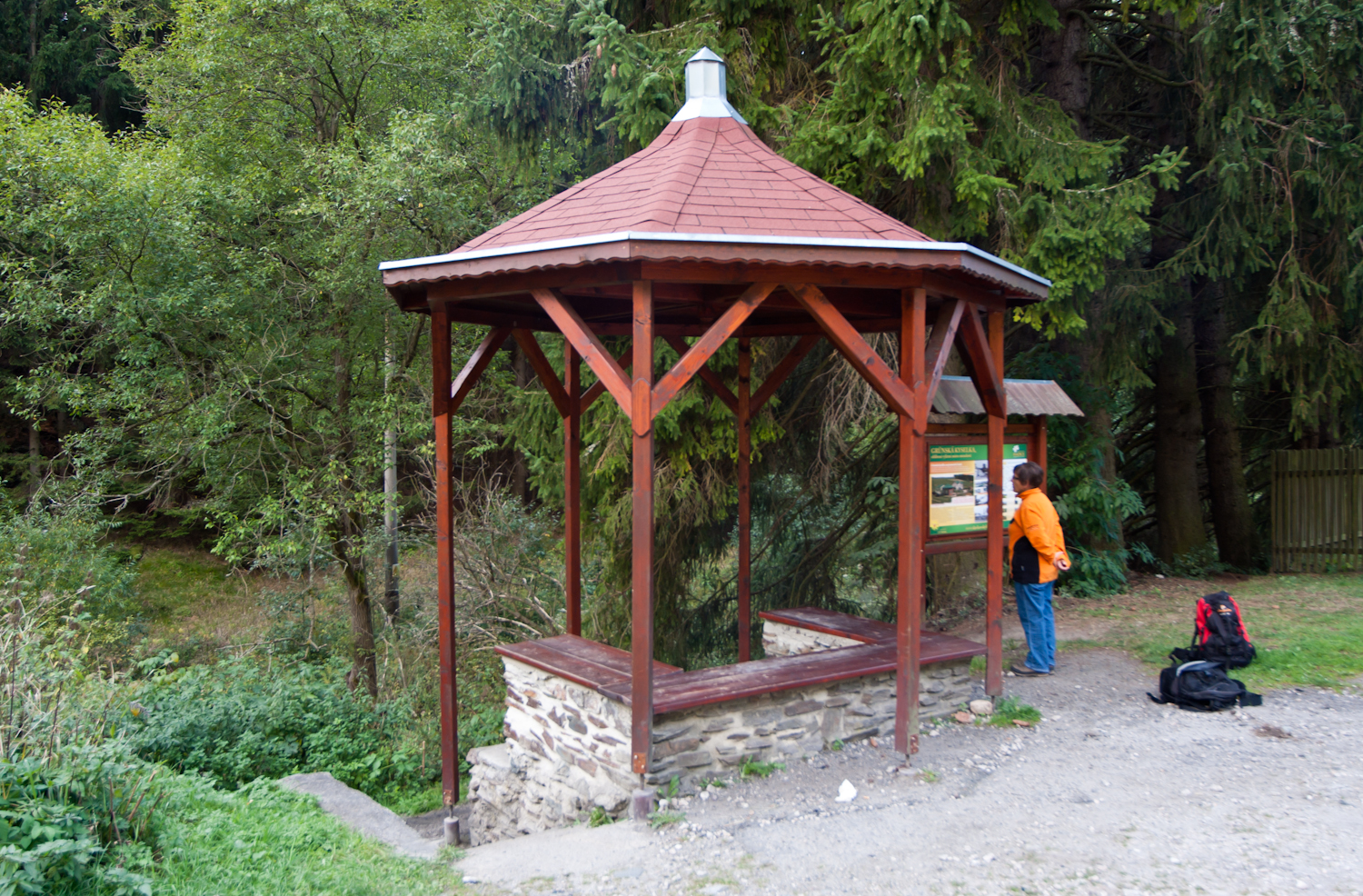
Zastavení č. 7: Grünská kyselka
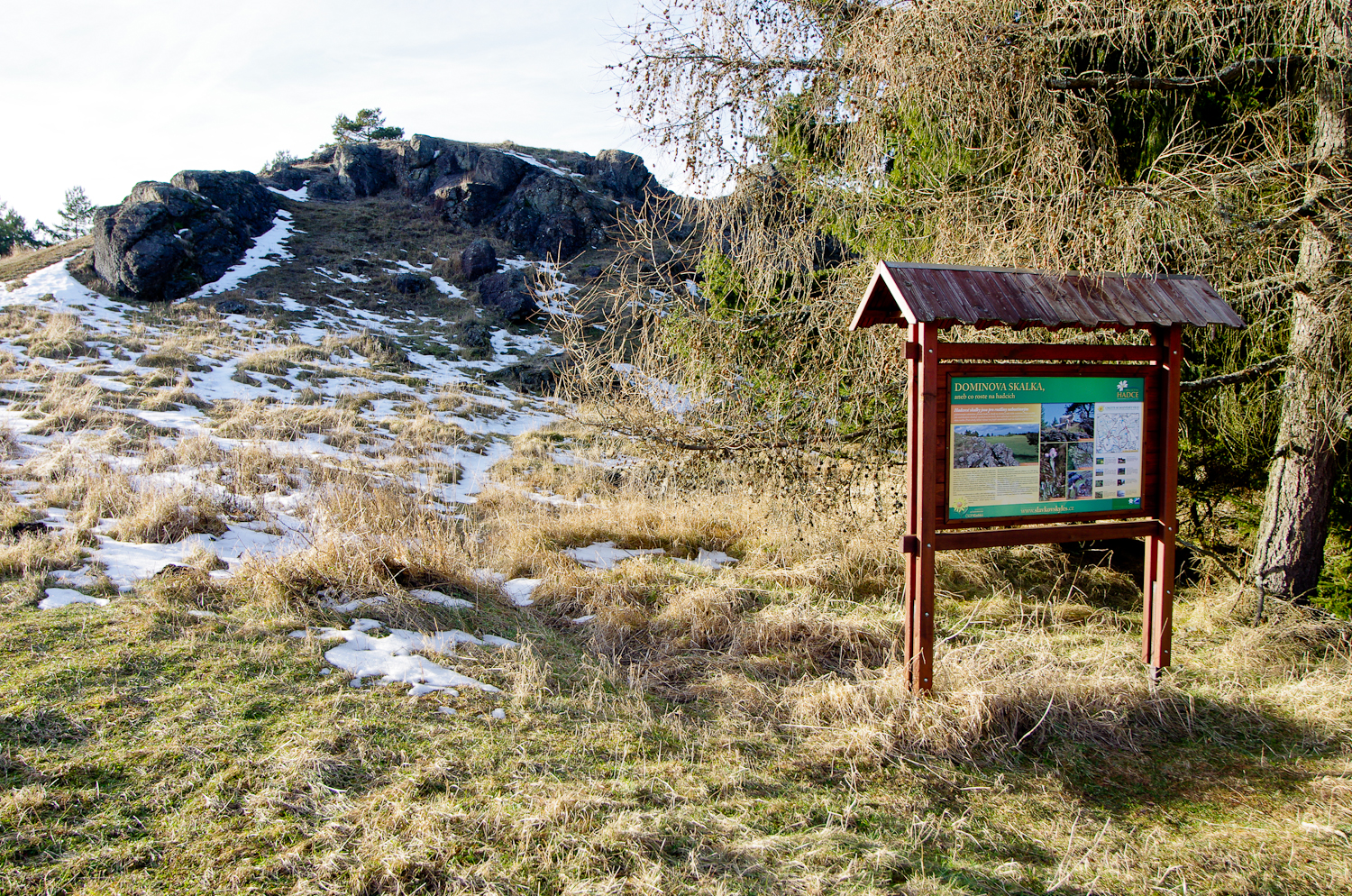
Zastavení č. 8: Dominova skalka
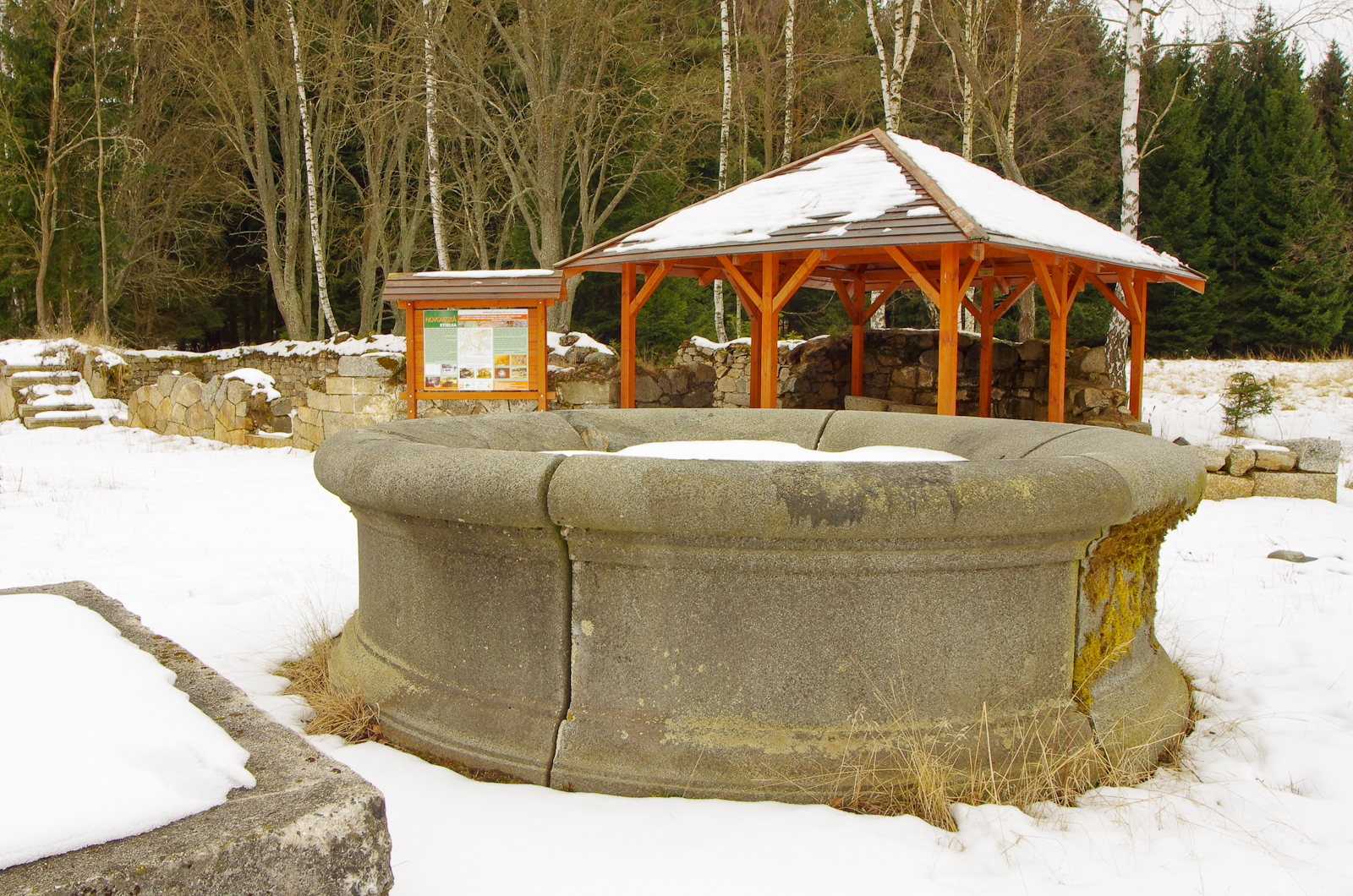
Zastavení č. 9: Novoveská kyselka